# Taraxacum duplidentifrons
Taraxacum duplidentifrons é uma espécie de planta com flor pertencente à família Asteraceae. 
A autoridade científica da espécie é Dahlst., tendo sido publicada em Rep. Bot. Exch. Cl. Brit. Isles 1928, viii. 624 (1929).

## Portugal
Trata-se de uma espécie presente no território português, nomeadamente no Arquipélago da Madeira.
Em termos de naturalidade é nativa da região atrás indicada.

## Protecção
Não se encontra protegida por legislação portuguesa ou da Comunidade Europeia.